# Гончарово (Ленинградская область)
Гончаро́во (до 1948 — Кяхяри, фин. Kähäri) — посёлок в Выборгском районе Ленинградской области. Административный центр Гончаровского сельского поселения.

## Название
Зимой 1948 года деревня Кяхяри получила переводное название — Кудрево. Через полгода комиссия по переименованию заменило Кудрево на Гончарово в память старшего сержанта Гончарова, похороненного на территории Кяхярского сельсовета. Гвардии старший сержант Николай Иванович Гончаров, 1919 года рождения, командир орудия 197-го гвардейского стрелкового полка 64-й гвардейской стрелковой дивизии, погиб 27 июня 1944 года и был похоронен в 1 км южнее деревни Кусела.
Переименование было закреплено указом Президиума ВС РСФСР от 1 октября 1948 года.

## История

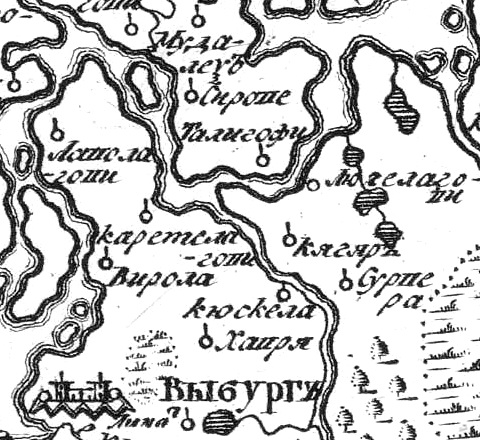
Деревня Кяхяри (Кягяр) на русской карте 1745 года

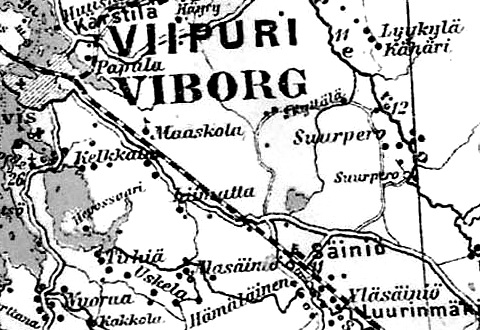
Деревня Кяхяри на финской карте 1923 года

До 1939 года деревня Кяхяри входила в состав Выборгского сельского округа Выборгской губернии Финляндской республики.
С 1 января 1940 года по 31 октября 1944 года — в составе Карело-Финской ССР.
С 1 июля 1941 года по 31 мая 1944 года — финская оккупация.
С 1 ноября 1944 года — в составе Кяхарского сельсовета Выборгского района.
С 1 октября 1948 года учитывается административными данными как деревня Гончарово в составе Гончаровского сельсовета.
С 1 июня 1954 года — в составе Черкасовского сельсовета.
В 1961 году население деревни составляло 445 человек.
Согласно данным 1966 и 1973 годов посёлок Гончарово входил в состав Черкасовского сельсовета.
Согласно данным 1990 года посёлок являлся административным центром Гончаровского сельсовета в который входили 6 населённых пунктов общей численностью населения 3992 человека. В самом посёлке проживало 1326 человек.
В 1997 году в посёлке Гончарово Гончаровской волости проживали 1405 человек, в 2002 году — 1347 человек (русские — 91 %). Посёлок являлся административным центром волости.
В 2007 году в посёлке Гончарово Гончаровского СП проживали 1422 человек, в 2010 году — 1493 человека.

## География
Посёлок расположен в восточной части района на автодороге 41К-095 (подъезд к пос. Смирново).
Расстояние до районного центра — 14 км.
Расстояние до ближайшей железнодорожной платформы Перово— 8 км.
Через посёлок протекает река Перовка.

## Демография
| 2007 | 2010  | 2017  | 2021  |
| ---- | ----- | ----- | ----- |
| 1422 | ↗1493 | ↘1410 | ↗1421 |

## Улицы
1-й Южный проезд, 1-я Полевая, 1-я Речная, 2-й Южный проезд, 2-я Полевая, 2-я Речная, 4-й Южный проезд, Благодатная, Гончаровское шоссе, Заречная, Ильинский проезд, Кленовая, Котельный проезд, Лесной тупик, Луговая, Осиновая, Перовское шоссе, Радужная, Ручейная, Светлая, Сиреневый проезд, Соловьиная, Сосновая, Травяной проезд, Удачная, Улыбинская, Улыбинский проезд, Хвойная, Центральная, Школьная, Ясная.